# Otto Albert Bernhard Weiß

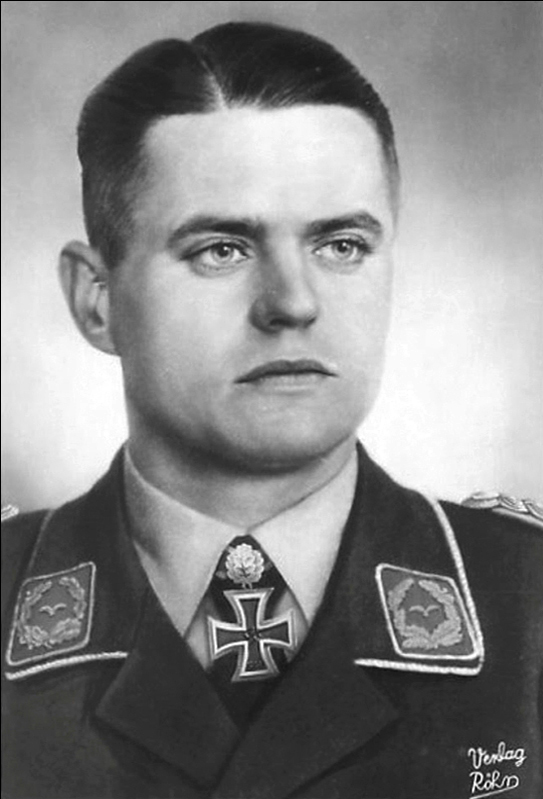
Major Otto Weiß nach der Verleihung des Eichenlaubs zum Ritterkreuz des Eisernen Kreuzes im Dezember 1941. (Retuschiertes Bild mit reinmontiertem Ritterkreuz und Rangabzeichen) Das Bildportrait fand später weite Verbreitung als propagandistische „Röhr-Postkarte“.

Otto Albert Bernhard Weiß (* 25. September 1907 in Breslau; † 19. August 1955 in Kiel) war ein deutscher Offizier der Schutzpolizei sowie der Luftwaffe im Zweiten Weltkrieg. Bei Kriegsende war Weiß, der als Begründer der Panzerjagd aus der Luft gilt, Oberst.

## Leben
Weiß trat am 15. April 1926 der Polizei bei. 1931 wurde er Polizeileutnant. Am 1. Oktober 1934 wechselte Weiß als Oberleutnant zur im Aufbau begriffenen Luftwaffe. Von Oktober 1934 bis Oktober 1936 fungierte er dort als Technischer Offizier (T.O.) in einer Nah-Aufklärungsstaffel. Anschließend fungierte er bis Juli 1938 als Hauptmann im Stab des Jagdgeschwaders 134 „Horst Wessel“. Von Juli bis September 1938 erfolgte seine Verwendung in der Fliegertruppe 40. Im Oktober 1938 erfolgte der Wechsel von Weiß in das Lehrgeschwader 2.

### Zweiter Weltkrieg
Beim deutschen Überfall auf Polen im September 1939 flog Weiß in der II. Gruppe des Lehrgeschwaders 2 Tieffliegerangriffe mit einer Henschel Hs 123. Am 13. und 30. September 1939 erhielt er das Eiserne Kreuz II. und I. Klasse. Im Westfeldzug flog die II. Gruppe unter ihrem Gruppenkommandeur Weiß zahlreiche Einsätze im Verband des Sturzkampfgeschwaders 1 im II. Fliegerkorps (Jagdführer 2). Dabei zeichnete sich die Gruppe um Weiß bei der Vernichtung von 40 französischen Panzern im Raum Cambrai aus. Für die Leistungen seiner Sturzkampfgruppe erhielt Weiß am 18. Mai 1940 als Hauptmann und Kommandeur der II. Gruppe des LG 2 das Ritterkreuz des Eisernen Kreuzes verliehen. Am gleichen Tag wurde er im Wehrmachtbericht erwähnt. Am 1. Juli 1940 wurde Weiß zum Major befördert.
Ab 21. Juni 1941 erfolgte seine erneute Verwendung als Gruppenkommandeur der II. Gruppe des Lehrgeschwaders 2 im Ostfeldzug. Bei den Kämpfen um Kalinin erwarb sich Weiß den Beinamen „Der Löwe von Kalinin“.
Um die Jahreswende 1941/1942 wurde die II. Gruppe des LG 2 umgewandelt in einen Teil des neuaufgestellten Schlachtgeschwaders 1 dessen erster Kommodore Weiß wurde. Am 31. Dezember 1941 erfolgte die Verleihung des Eichenlaubs zum Ritterkreuz an Weiß durch Hitler im Führerhauptquartier. Die Verleihung wurde propagandistisch verbreitet. Es war die erste Verleihung des Eichenlaubs an einen Schlachtflieger der Luftwaffe. Bis Sommer 1942 entwickelte sich Weiß anschließend zum Begründer der Panzerjagd aus der Luft. Im Juni oder Juli 1942 stieg Weiß zum Inspizienten für Schlacht- und Zerstörerflieger auf. Eine Funktion, die er nach der Publikation von Lenfeld/Thomas bis November 1942 ausfüllte. Obermaier nennt als Ende dieser Tätigkeit November 1943.

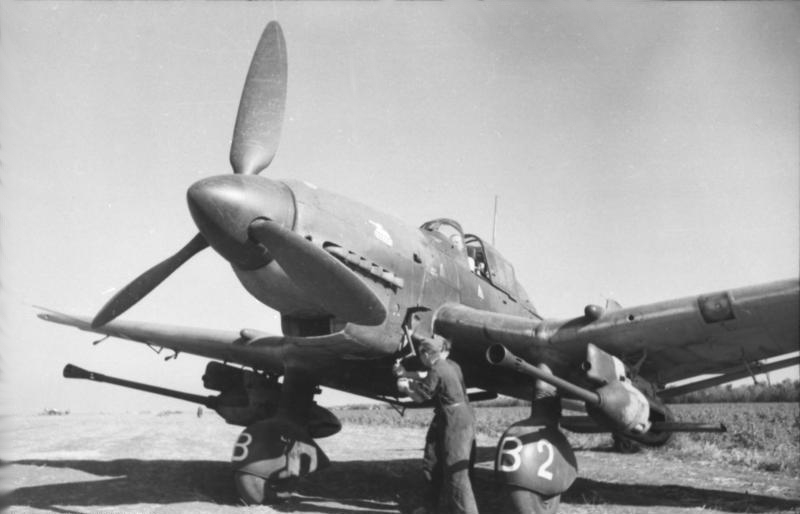
Der „Kanonenvogel“ von Hans-Ulrich-Rudel ging aus dem Versuchskommando für Panzerbekämpfung unter Weiß hervor.

Nach Lenfeld/Thomas war Weiß von Dezember 1942 bis Februar 1943 Kommandeur des Versuchskommandos für Panzerbekämpfung. Hier testete Hans-Ulrich Rudel den „Kanonenvogel“ Ju 87G in der Erprobungsstelle Rechlin. Ab Februar 1943 war Weiß Kommandeur des nach ihm benannten Panzerjagdkommandos Weiß. Aufgestellt wurde dieses Kommando in Brjansk. Von Juni bis Dezember 1943 fungierte er als Inspekteur der Schlachtflieger. Hier wurde Weiß am 1. November 1943 zum Oberst befördert. Anschließend war er von Dezember 1943 bis März 1944 Leiter einer Flugplatzkommission. Von April 1944 bis Januar 1945 fungierte er als Fliegerführer Eismeer (ab Juni 1944 umbenannt in Fliegerführer 3).
Für die letzten Kriegsmonate liegen unterschiedliche Aussagen vor. Nach Lenfeld/Thomas soll Weiß bis Mai 1945 im Stab der Luftflotte 6 unter Generaloberst Robert Ritter von Greim eingesetzt gewesen sein. Nach Obermaier war Weiß hingegen von Januar bis Mai 1945 Fliegerführer im Raum Danzig, später im seit März 1939 besetzten Tschechien, dem sogenannten Protektorat Böhmen und Mähren. Bis Kriegsende hatte Weiß über 500 Feindflüge absolviert.
Otto Weiß starb am 19. August 1955 nach schwerer Krankheit.